# Upplands runinskrifter 969
Upplands runinskrifter 969 står bredvid U 970
vid ett gravfält från den yngre järnåldern i Årsta, Uppsala. Gravfältet ligger mittemot Ångelstaskolan, bredvid 4H-gården. 

## Inskriften

### Inskriften i runor
ᚱᛆᚼᚾᚢᛁᚦᚱ᛫ᛚᛁᛏ᛫ᚱᛁᛏᛆ᛫ᛋᛏ___ᚠᛆᚦᚢᚱᛋᛁᚾ᛫ᛁᚾᚭᛋᛘᚢᚾᚱᛏᚼᛁᚢ

### Inskriften i translitterering
Ragnviðr let retta st[æin] ... faður sinn. En Asmundr hio.

### Inskriften i översättning
"Ragnvid lät resa stenen ... sin far. Och Osmund högg."

## Historia
Runstenens top saknas och inskriften har redan varit skadat under 1600-talet när stenen avritades av runforskare. De båda stenarna vid gravfältet är signerade av två av de produktivaste runmästarna i Uppland: U 969 ristades av Åsmund Kåresson medan U 970 ristades av Öpir.